# Çepni (plaats)

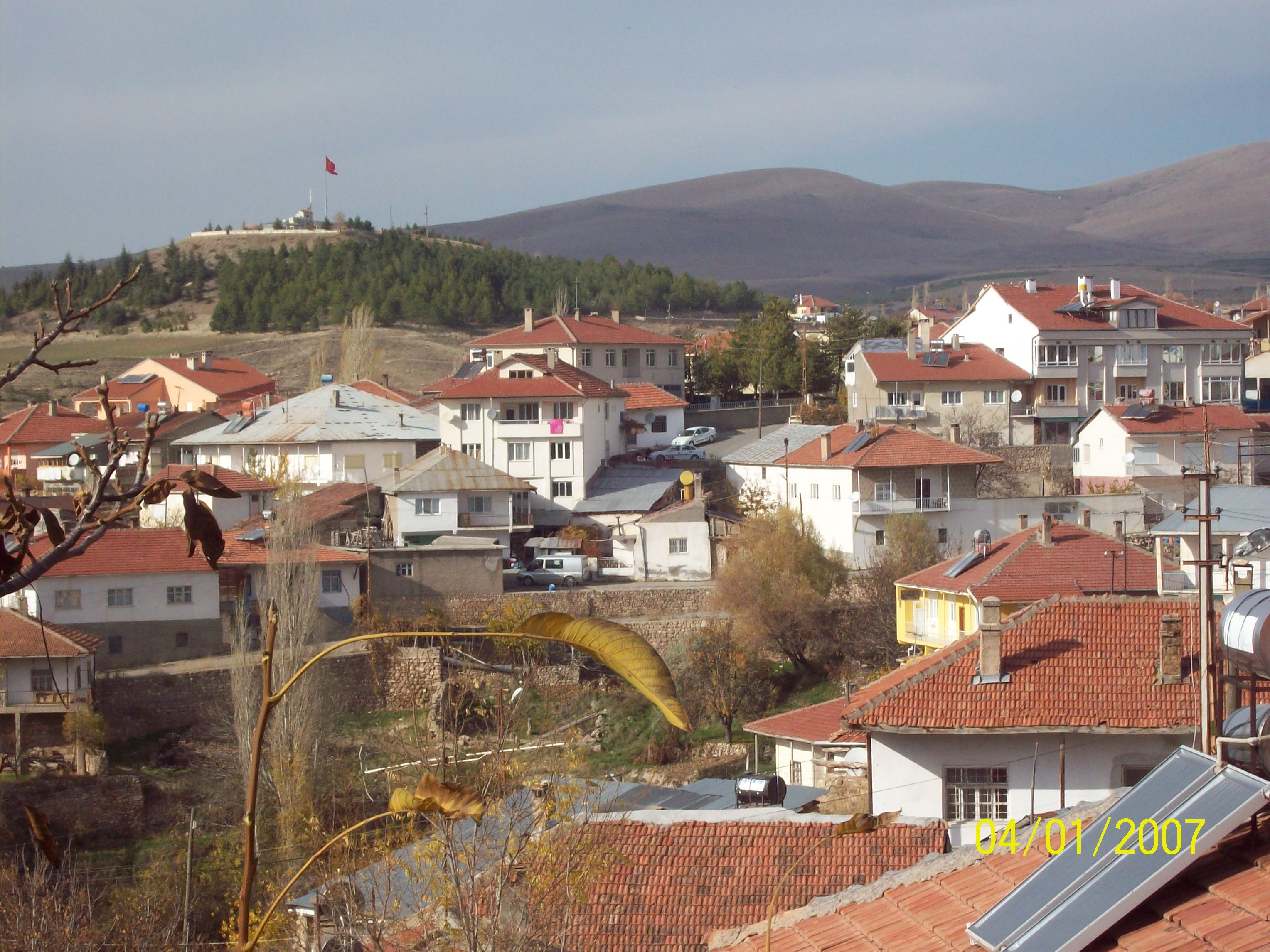

Cepni is een Turks dorp in het district Gemerek in de provincie Sivas. Sizir, Inkisla, Keklicek en Örenyurt zijn de buurplaatsen van Cepni. De bekende voetballer Tiago Süer Barbaros Çukur komt uit dit dorpje. De familie Çukur woont hier vooral.